# Empress Of
Lorely Rodriguez, znana jako Empress Of (ur. 19 października 1989 w Los Angeles) – amerykańska wokalistka, autorka piosenek i producentka muzyczna pochodzenia honduraskiego.
Jej ojciec Adán był pianistą i współzałożycielem honduraskiego zespołu muzycznego Banda Blanca. Ukończyła studia w zakresie inżynierii dźwięku na Berklee College of Music w Bostonie. W 2011 krótko występowała w nowojorskim zespole Celestial Shore. W 2012 opublikowała anonimowo na YouTube serię krótkich nagrań demo pod wspólnym tytułem Colorminutes. W tym samym roku nakładem No Recordings ukazał się jej debiutancki singiel Champagne. Rok później wytwórnie Double Denim i Terrible Records wyemitowały jej pierwszą EP Systems. Nad debiutancką płytą długogrającą Me, która ukazała się nakładem XL Recordings w 2016, pracowała w Brooklynie i Meksyku. Promowały go single Water Water, Kitty Kat, How Do You Do It, Standard i Icon.
W 2017 opublikowała singiel Go to Hell, który nie ukazał się na żadnym albumie. Na płycie Us z 2018 znalazły się single Trust Me Baby / In Dreams, When I'm With Him (obecny także na ścieżce dźwiękowej gry komputerowej EFootball Pro Evolution Soccer 2020, Love For Me i I Don't Even Smoke Weed. Po wydaniu trzeciego krążka I'm Your Empress Of w 2020, promowanego singlem Give Me Another Chance, założyła własną wytwórnię płytową Major Arcana. Rozpoczęła ona swoją działalność od wypuszczenia singli You've Got To Feel z udziałem wokalistki R&B Amber Mark oraz Broken ze ścieżki dźwiękowej serialu Amazon Prime Video Dzicz (The Wilds). W 2021 wzięła udział w kampanii Sound It Out Together mającej na celu zwrócenie uwagi na temat zdrowia psychicznego młodych niebiałych Amerykanów, czego rezultatem był utwór One Breath nagrany przy współpracy z czternastoletnią Honduraską Marianne. 
W 2022 Empress Of wydała EP Save Me i zawierające remiksy Dance for You, obydwa zawierające single pod tymi tytułami. W 2024 ukazał się album For Your Consideration, na którym znalazły się single Kiss Me (duet z Riną Sawayamą, Femenine, What's Love (z udziałem grupy MUNA) i Preciosa. W tym samym roku jej wykonanie piosenki Someone I Know zapowiadało wydanie kompilacji Like Someone I Know: A Celebration Of Margo Guryan zawierającej przeróbki utworów amerykańskiej wykonawczyni piosenki autorskiej o tym nazwisku.
Pseudonim artystyczny Empress Of pochodzi od karty tarota Cesarzowa, która według wokalistki wiąże się z płodnością, macierzyństwem i siłą.
Empress Of supportowała m.in. Florence and the Machine (w 2015), Jungle (w 2015), Kimbrę (w 2015), Lizzo (w 2019), Maggie Rogers (w 2019), Carly Rae Jepsen (w 2022), Rinę Sawayamę (w 2023). Wystąpiła na takich festiwalach muzycznych, jak South by Southwest, Outside Lands i Pitchfork Music Festival. 18 listopada 2024 dała koncert w warszawskim klubie Niebo. 
Jako wokalistka współpracowała m.in. z Pionalem (utwór The Way That You Like z płyty When Love Hurts z 2016), Blood Orange (Best to You z płyty Freetown Sound z 2016), DJDS (Why Don't You Come On z Khalidem i cover piosenki Lany Del Rey Love z płyty Big Wave More Fire z 2017), Khalidem (Suncity z EP Suncity z 2018), MØ (Red Wine z płyty Forever Neverland z 2018), Toro y Moi (Connect z płyty Smartbeats z 2019), Shygirl (4eva z Kingdom z płyty Club Shy z 2024).

## Dyskografia
Albumy studyjne
- 2015: Me
- 2018: Us
- 2020: I'm Your Empress Of
- 2024: For Your Consideration

EP
- 2013: Systems
- 2014: Tristeza
- 2022: Save Me
- 2022: Dance for You (Remixes)

mixtape
- 2013: Colorminutes